# Муравьёв, Евгений Иванович
Евгений Иванович Муравьёв (род. 8 января 1961 года, Казань, ТАССР, РСФСР, СССР) — российский поэт-песенник и драматург. Автор текстов ряда песен, исполнявшихся звёздами российской эстрады и либретто мюзиклов.

## Биография
Евгений Муравьёв родился 8 января 1961 года в городе Казани. По окончании школы поступил в Сасовское лётное училище гражданской авиации им. Тарана Г. А.. По окончании училища работал пилотом на самолётах Ан-2 в сельскохозяйственной авиации. Параллельно с работой учился в Казанском авиационном институте им. А. Н. Туполева, который окончил с отличием.
В «лихие 1990-е» Евгений Муравьёв резко меняет свою жизнь и переезжает в Эстонию, в город Кунда, где начинает работать учителем в школе. Преподавал историю, экономику и физкультуру.
В 1998 году Муравьёв перебрался на постоянное место жительства в Москву.

## Творчество
|  | Моя задача, чтобы мои чувства и мысли стали мыслями и чувствами сначала исполнителя, а потом и слушателя. Поймать волну, на которую настроены сердце и душа. Чтобы песня становилась маленькой историей, чтобы в каждое слово был вложен максимум смысла, и каждое слово было искренним и честным. Чтобы любой человек мог сказать — это моя песня, это — обо мне.— Евгений Муравьёв |

Писать стихи начал в 1995 году. Сочинив двадцать пять текстов «на пробу», решил показать их кому-нибудь из композиторов. Будучи проездом в Москве оставил свои тексты композиторам Игорю Крутому и Аркадию Укупнику. Спустя пять месяцев Игорь Крутой пригласил Евгения Муравьёва в Москву, чтобы подписать первые авторские договоры на песни. Из той подборки Игорь Крутой отложил для себя больше половины текстов. Потом к ним добавились ещё несколько, которые выбрал Аркадий Укупник.
В 1996 году на эстраде появилась первая песня на стихи поэта Евгения Муравьёва — «Её Высочество» в исполнении Ирины Аллегровой. Следом появились и другие песни — «Ветка каштана», «Гарем», «Галерея разбитых сердец», «Право последней ночи» и другие песни. Е. Муравьёв становится лауреатом фестиваля «Песня года». Всего певица запишет более пятидесяти песен на стихи поэта Евгения Муравьёва и скажет в одном из интервью: «В своё время об одном известном композиторе я сказала, что он — Бальзак наших дней. То же самое, могу сказать сегодня о Евгении Муравьеве. Мужчина, пишущий такие стихи, понимает характер женщины, понимает, что ей нужно».
В соавторстве с композитором Игорем Крутым сочинены такие хиты, как «Речной трамвайчик» в исполнении Аллы Пугачёвой, «Ты знаешь, мама» в исполнении Дианы Гурцкаи.

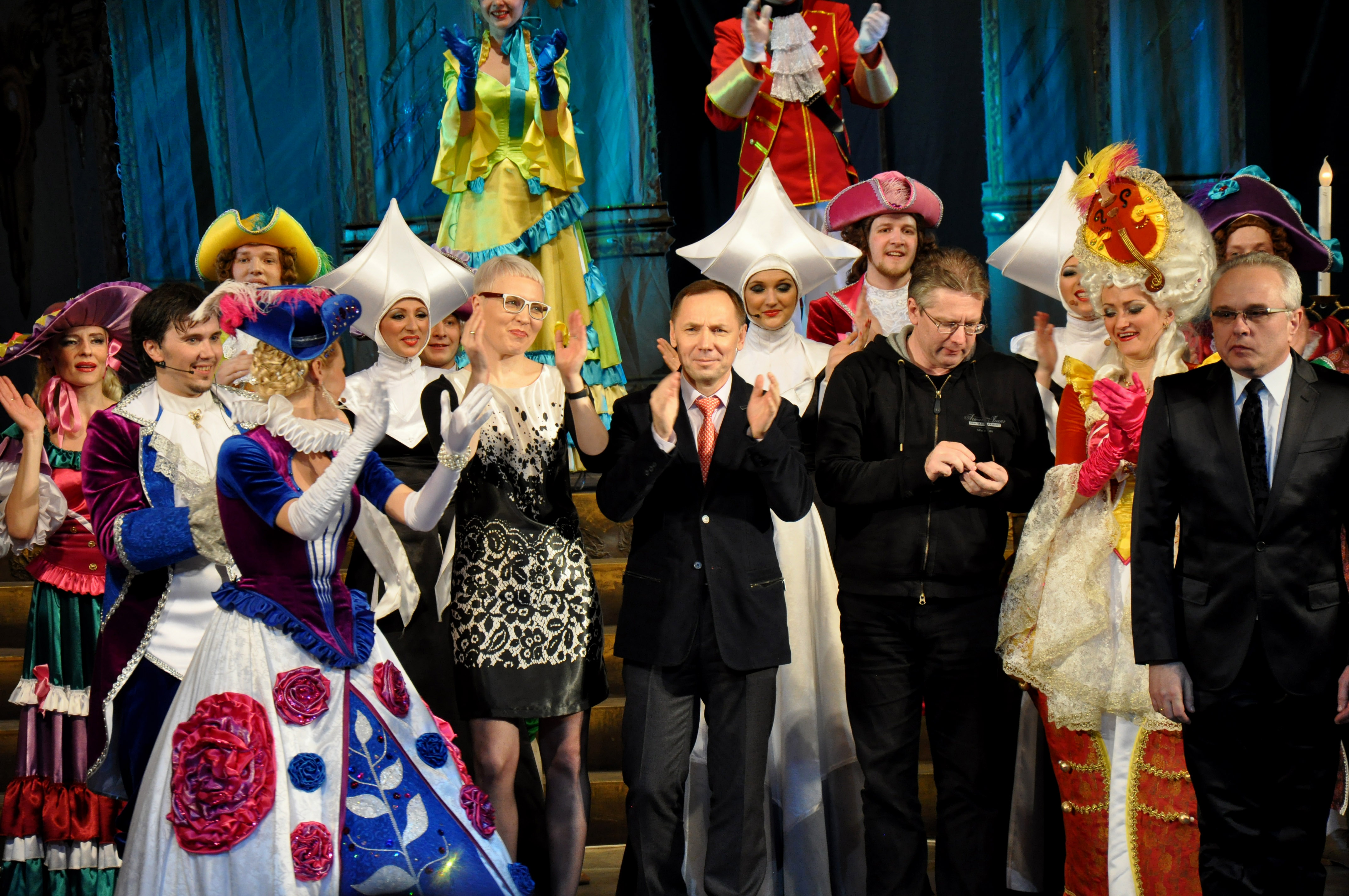
Е. Муравьёв (в центре) и К. Брейтбург (справа) на премьере мюзикла «Казанова»
в Красноярске, март 2013 года

В соавторстве с Кимом Брейтбургом создан дуэт Людмилы Гурченко и Бориса Моисеева с песней «Петербург-Ленинград». Далее этот удивительный дуэт подарил ещё одну песню на стихи Евгения Муравьёва — «Ненавижу».
Композитор Александр Костюк и Надежда Кадышева дают свет песне на стихи Е. Муравьёва «Широка река». Позднее этот творческий союз порадует зрителя ещё массой красивых песен на стихи поэта Евгения Муравьёва. Музыкальный критик Сергей Соседов пишет: «Легкие и такие народные мелодии Александра Костюка с симпатичными текстами поэта Евгения Муравьева — залог большущего успеха этого альбома певицы … как, впрочем, и всех предыдущих».
К 300-летнему юбилею Санкт-Петербурга была написана песня «Гимн Санкт-Петербургу» (автор музыки А. Добронравов). Эта работа была тем более интересна, что в ней принимали участие ведущие исполнители российской эстрады. Клип на эту песню в юбилейные дни транслировался телевизионными каналами России, песня звучала на радио и звучала во время проведения праздничных мероприятий в Питере.
Всего с 1996 года написано около 1000 песен на стихи поэта Евгения Муравьёва.
С 2010 года работает в новом жанре — написании либретто для мюзиклов:
|  | Жанр мюзикла захватил ещё и тем, что он даёт возможность перешагнуть узкие рамки одной песни, расширить диапазон историй, позволяет поменять форму стиха, уйти от стандарта куплет-припев. Лично для меня гораздо интересней придумать историю от начала до конца, оживить героев, выстраивая их мир, а не жить загнанными в рамки формата радиостанций— Евгений Муравьёв |

Автор художественного перевода пьесы «Баядера» Имре Кальмана (премьера прошла в Московском Государственном Академическом театре оперетты 20 февраля 2016 года).
Евгений Муравьёв — член Российского авторского общества. Охрану и защиту авторских и смежных прав осуществляет Первое музыкальное Издательство.
Увлекается фотографией и путешествиями.

### Песни
| - «Речной трамвайчик» — Алла Пугачёва - «Первое слово дороже второго» — Алла Пугачёва - «Прости, мальчишка» — Алла Пугачёва - «Плывёт веночек» — Надежда Кадышева - "Помню" — Филипп Киркоров - «Целая ночь любви» — Филипп Киркоров - «На миллион одна» — Филипп Киркоров - «Аспирин» — Филипп Киркоров - «Я такой нежный» — Филипп Киркоров - «Эгоистка» — Филипп Киркоров - «Флейтист» — Филипп Киркоров - «Её высочество» — Ирина Аллегрова - «Право последней ночи» — Ирина Аллегрова - «Театр» — Ирина Аллегрова - «Качели» — Ирина Аллегрова - «Гарем» — Ирина Аллегрова - «Александрит от Александра» — Ирина Аллегрова - «Колея» — Ирина Аллегрова и Михаил Шуфутинский - "Заново" — Михаил Шуфутинский - "Посылочка" — Ирина Аллегрова - "Мышонок" — Михаил Шуфутинский - "Не верь, не бойся"… — Ирина Аллегрова - "Патрон" — Михаил Шуфутинский - "Одинокая" — Ирина Аллегрова - "Ты прости меня" — Михаил Шуфутинский - "Ветка каштана" — Лайма Вайкуле - "Воздушный поцелуй" — Тамара Гвердцители - "Облака" — Людмила Николаева и Алексей Гоман - "Новогодние сны" — Ирина Аллегрова и Михаил Шуфутинский | - "Бубны, черви" — Ирина Аллегрова - "Какие наши годы" — Михаил Шуфутинский - "Пополам" — Ирина Аллегрова - "Алло, любовь" — Ирина Аллегрова - "Скажи" — Ирина Аллегрова - "Время от времени" — Ирина Аллегрова - "Свобода" — Ирина Аллегрова - "Прощай, любовь" — Ирина Аллегрова и Алексей Гарнизов - "Чао, чао" — Ирина Аллегрова - "Луна" — Ирина Аллегрова - "Майями" — Ирина Аллегрова - "Одинокая" — Ирина Аллегрова - "Коктейль любви" — Ирина Аллегрова и Валерий Леонтьев - "Тайна" — Ирина Аллегрова - «С днем рождения» — Ирина Аллегрова - «Широка река» — Надежда Кадышева - «Когда-нибудь» — Надежда Кадышева - «Ворожи, не ворожи» — Надежда Кадышева - «Петербург-Ленинград» — Борис Моисеев и Людмила Гурченко - «Ненавижу» — Борис Моисеев и Людмила Гурченко - «Ты знаешь, мама» — Диана Гурцкая - «Какую ты хочешь любовь» — Лолита - «Мачо» — Лолита - "Снегурочка" — Аркадий Укупник - "Только так" — Аркадий Укупник - "Ангел" — Аркадий Укупник - "Золотая моя" — Руслан Алехно - "Музей имени тебя" — Александр Маршал - «Я больше не буду» — Прохор Шаляпин и Виталина Цымбалюк-Романовская |

### Мюзиклы и спектакли

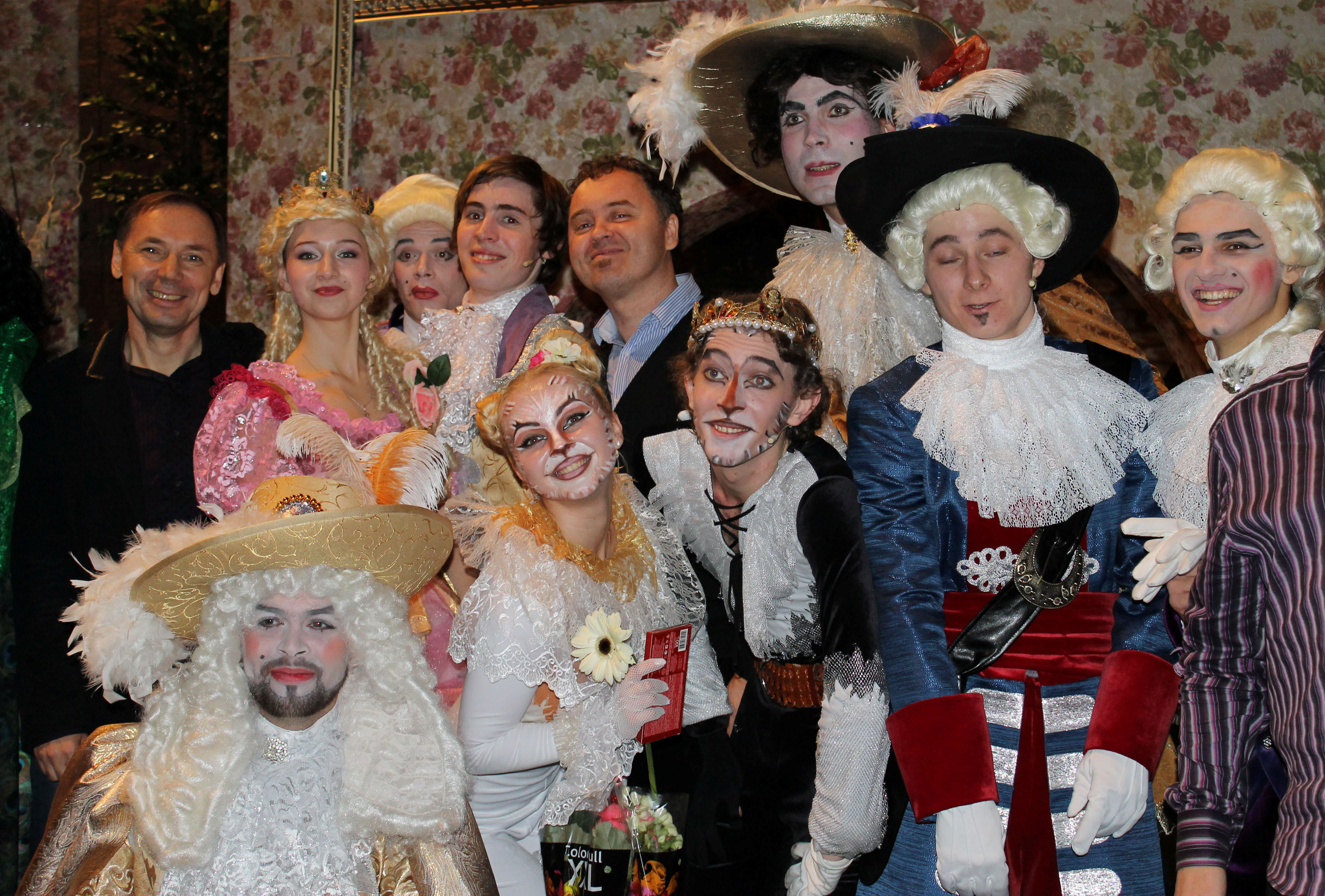
Е. Муравьёв (слева) на премьере мюзикла «Кот в сапогах» в Нижегородском ТЮЗе, ноябрь 2013 года

- «Волшебная планета». (Мюзикл балета «Тодес»).
- «Кот в сапогах». (Автор музыки Егор Шашин).
- «Леонардо».[13] (Шёл в театрах России и Украины.[14] Песню «Художник» из этого мюзикла записал Валерий Леонтьев. Автор музыки Ким Брейтбург).
- «Казанова».[15] (Премьера в Красноярском музыкальном театре. Автор музыки Ким Брейтбург).
- Водевиль «Женские хитрости, или как соблазнить мужчину». Автор либретто, автор музыки Ким Брейтбург[16].
- Музыкальная сказка «Волшебное кольцо», автор музыки Егор Шашин.
- Мюзикл «Кентервильское привидение». (Премьера в Белгородском государственном академическом драматического театре, идёт также в Чайковском театре драмы и комедии и Челябинском молодёжным театре). Автор либретто совместно с Марианной Тарасенко, автор музыки Сергей Ковальский[17].
- «Пойди туда, не знаю куда». (Премьера в Железногорском театре оперетты и в Волгоградском музыкальном театре. Автор музыки Егор Шашин).
- Мюзикл-сказка «Иван да Марья». Автор музыки Ким Брейтбург. Шёл в Московском драматическом театре п/у Армена Джигарханяна[18].
- «Искусство жениться». Премьера в Свердловском театре музыкальной комедии и в Театре эстрады имени А. И. Райкина. Автор музыки — Владимир Баскин.
- «Виват, Мюнхгаузен!». Премьера в Калининградский областной музыкальный театр. В соавторстве с Татьяной Ивановой. Автор музыки Егор Шашин.
- Мюзикл «Парижские тайны». Автор либретто, автор музыки — Ким Брейтбург.
- Музыкальный спектакль «Первая любовь», по произведениям И. Тургенева, автор музыки — Владимир Баскин.
- Спектакль «Ася» И. Тургенева. Автор инсценировки и текстов песен, автор музыки — Владимир Баскин. (Премьера в Новошахтинском драматическом театре).
- Музыкальная сказка «Людоед Микоколембо» И. Тургенева. Автор сценической ворсии, автор музыки — Владимир Баскин. Идёт в Орловском государственном академическом театре им. И. С. Тургенева.
- «Приключения титулованной особы», по мотивам рассказов Р. Стивенсона «Приключения принца Флоризеля», автор музыки Юлиана Донская.
- Мюзикл «Рикки Тикки Тави», по сказке Р. Киплинга. Автор либретто, автор музыки — Станислав Малых. Премьера в Волгоградском ТЮЗе.
- Мюзикл «Волшебный посох Деда Мороза». Автор либретто, автор музыки — Владимир Баскин. Премьера в Рязанском музыкальном театре.
- Комедийный мюзикл «Женитьба Бальзаминова». Автор либретто и стихов, автор музыки — Владимир Баскин. Премьера в Волгоградском музыкальном театре.
- Спектакль «Сыщики». Драматург. Премьера в Нижегородском театре «Комедiя».
- Водевиль «Так не бывает!». Автор либретто, автор музыки — Ким Брейтбург. Армавирский театр драмы и комедии, Туапсинский ТЮЗ и Волгоградский ТЮЗ.
- Мюзикл «Ищите женщину». Автор либретто, автор музыки — Владимир Баскин. Иркутский областной музыкальный театр.
- Мюзикл «Здравствуйте, я ваша тётя!» по мотивам пьесы Брэндона Томаса. Автор либретто, автор музыки — Владимир Баскин. Рязанский областной музыкальный театр[19].
- Спектакль «12 стульев» по роману И. Ильфа и Е. Петрова. Автор инсценировки. Премьера в Рыбинском драматическом театре[20].
- Мюзикл «Золотой телёнок» по роману И. Ильфа и Е. Петрова. Автор либретто, автор музыки — Егор Шашин. Премьера в Театре драмы Кузбасса.
- Мюзикл «Заколдованный город». Автор либретто, автор музыки — Егор Шашин. Премьера прошла в Красноярском музыкальном театре.
- Мюзикл «Рок». По мотивам романа О. Бальзака «Шагреневая кожа». Автор либретто (вместе с Михаилом Марфиным), автор музыки — Ким Брейтбург. Премьера в Музыкальном театре Кузбасса им. А. Боброва.
- Мюзикл «В джазе только девушки». Автор либретто, автор музыки — Владимир Баскин. Премьера в Оренбургском театре музыкальной комедии, Волгоградском музыкальном театре и Музыкальном театре Кузбасса имени А. Боброва.
- Мюзикл «Варвара Краса — длинная коса». По мотивам русских сказок. Автор либретто, автор музыки — Владимир Баскин. Премьера в Белгородской филармонии.
- Мюзикл «Золотая антилопа». Автор либретто, автор музыки — Егор Шашин. Премьера в Магнитогорском театре оперы и балета.

### Оперетта
- «Баядера». Московский театр оперетты. Автор русского текста либретто (2016).

### Фильмография
Кинофильмы и телевизионные сериалы, в которых звучат песни на стихи Евгения Муравьёва:
- «Возвращение Мухтара» (песня «Ко мне, Мухтар!», музыка А. Косенков)
- «Дневной дозор» (песня «Петербург-Ленинград», музыка К. Брейтбург, исп. Л. Гурченко и Б. Моисеев)
- «Обречённая стать звездой» (песня «Разные птицы», музыка Ю. Донская, исп. Т. Дольникова)
- «Ландыш серебристый»
- «Широка река» (песня «Широка река», музыка А. Костюк)
- «Слушатель»
- «Варенье из сакуры» (песня «Прости меня», музыка А. Зубков)
- «Цыганочка с выходом»
- «Не отрекаются любя»
- «Самая красивая»
- «Девочка»
- «Матч» (саундтрек к фильму «Победа за нами», музыка А. Укупник, исп. Г. Сукачев)[21]
- "Спецотряд «Шторм» (песня «Мы однажды вернёмся», музыка А. Зубков, исп. А. Маршал)

## Сотрудничество

### Композиторы
Евгений Муравьёв сотрудничает с композиторами: Игорем Крутым, Александром Морозовым, Кимом Брейтбургом, Александром Костюком, Алексеем Гарнизовым, Аркадием Укупником, Александром Ружицким, Сергеем Войтенко, Александром Косенковым, Игорем Слуцким, Анатолием Зубковым, Марией Федоровой, Александром Лукьяновым, Александром Федорковым, Александром Добронравовым, Егором Шашиным, Юлианой Донской и другими яркими и самобытными, как известными, так и начинающими авторами музыки.

### Исполнители
Песни на стихи Евгения Муравьёва исполняли и исполняют: Алла Пугачева, София Ротару, Ирина Аллегрова, Иосиф Кобзон, Филипп Киркоров, Валерий Леонтьев, Лариса Долина, Лайма Вайкуле, Надежда Кадышева, Ольга Кормухина, Николай Басков, Таисия Повалий, Лада Дэнс, Анжелика Агурбаш, Александр Буйнов, Лолита, Борис Моисеев, Людмила Гурченко, Александр Добронравов,Тамара Гвердцители, Михаил Шуфутинский, Любовь Успенская, сестры Роуз, Аркадий Укупник, Александр Маршал, Ян Осин, Алексей Гоман, Наталья Ветлицкая, Людмила Николаева, Диана Гурцкая, Александр Панайотов, Алексей Чумаков, Руслан Алехно, Алёна Апина, Владимир Винокур, Ефим Шифрин, Игорь Слуцкий, Марина Девятова, Катя Лель, Евгения Отрадная, Ирина Понаровская, Александр Малинин, Ренат Ибрагимов, Валерий Золотухин, Наталья Варлей, Гарик Сукачёв, Александр Домогаров, Сергей Куприк, Прохор Шаляпин и Виталина Цымбалюк-Романовская, Елена Хмель, Сергей Переверзев, группы «Девчата», «Премьер-министр», «Королева», «Инь-Ян», «Ассорти», «Штар», Ансамбль «Сябры», «Баян Микс».

## Признание
- Многократный лауреат телевизионного Фестиваля «Песня года».
- Многократный лауреат Фестиваля «Новые песни о главном».
- Многократный лауреат Фестиваля «Шансон года».

## Видео
Клипы и видео песен на стихи Евгения Муравьёва:

| - А. Пугачёва, «Речной трамвайчик» - Н. Кадышева, «Широка река» - Л. Гурченко и Б. Моисеев, «Ненавижу» - Д. Гурцкая, «Ты знаешь, мама» - И. Аллегрова, «Её Высочество» - И. Аллегрова, «Качели» - И. Аллегрова, «Право последней ночи» (недоступная ссылка) - И. Аллегрова, «С днём рождения!» - И. Аллегрова, «Гарем» - И. Аллегрова, «Пополам» - С. Ротару, «Глаза в глаза» - О. Стельмах, «Леди Босс» - И. Аллегрова и Е. Шифрин, «Мы продолжаем шоу» - И. Аллегрова, «Пополам» | - «Сябры», «Праздники» - Л. Дэнс, «Контрольный поцелуй» - А. Гоман и Л. Николаева, «Облака» - Ф. Кирокоров, «Эгоистка» - В.Леонтьев, «Рыжий кот» - А. Укупник, «Снегурочка» - Н. Кадышева, «Когда-нибудь» - О. Богословская, «Ангел» - О. Кормухина, «Взгляни на эту землю» - Е. Хмель, «На моём берегу» - Г. Сукачев, Саундтрек к фильму «Матч» (песня «Победа за нами») - С. Переверзев, «3600 секунд» - И. Шаров, «Три вокзала» |

## Пресса
- Интервью Евгения Муравьёва на сайте «Моя Эстония»
- «Диванный авантюрист Евгений Муравьев». М. Тарасенко, «День за Днём»
- Евгений Муравьёв: «Из лётчиков — в шоу-бизнес»
- Евгений Муравьёв: «Избегаю тусовок, потому много успеваю»